# Tim Metzger
Timothy Eugene Metzger (* 27. Mai 1947 in Los Angeles) ist ein US-amerikanischer Kameramann und Filmproduzent, der für den Emmy und den Oscar nominiert wurde.

## Leben
Metzger, der mehrfach für National Geographic und das ZDF gearbeitet hat, ist seit 1984 als Kameramann aktiv. Er lebt mit seiner Frau in Glen Ellen, Kalifornien.

## Ehrungen
- 2011 Oscar-Nominierung für Sun Come Up als Produzent und Kameramann.
- 2013 Emmy-Nominierung für Lee Harvey Oswald: 48 Hours to Live